# Verle
Verle is een plaats in de gemeente Ale in het landschap Västergötland en de provincie Västra Götalands län in Zweden. De plaats heeft 58 inwoners (2005) en een oppervlakte van 18 hectare.